# Shageluk
Shageluk es una ciudad ubicada en el Área censal de Yukón–Koyukuk en el estado estadounidense de Alaska. En el Censo de 2010 tenía una población de 83 habitantes y una densidad poblacional de 2,58 personas por km².

## Geografía
Shageluk se encuentra en las coordenadas 62°39′59″N 159°32′7″O / 62.66639, -159.53528. Según la Oficina del Censo de los Estados Unidos, Shageluk tiene una superficie total de 32.2 km², de la cual 28.72 km² corresponden a tierra firme y (10.81%) 3.48 km² es agua.

## Demografía
Según el censo de 2010, había 83 personas residiendo en Shageluk. La densidad de población era de 2,58 hab./km². De los 83 habitantes, Shageluk estaba compuesto por el 3.61% blancos, el 0% eran afroamericanos, el 90.36% eran amerindios, el 0% eran asiáticos, el 0% eran isleños del Pacífico, el 0% eran de otras razas y el 6.02% pertenecían a dos o más razas. Del total de la población el 0% eran hispanos o latinos de cualquier raza.